# Hunasehalli, Sira
Hunasehalli là một làng thuộc tehsil Sira, huyện Tumkur, bang Karnataka, Ấn Độ.